# Prosopocera subvalida
Prosopocera subvalida är en skalbaggsart som beskrevs av Stefan von Breuning 1954. Prosopocera subvalida ingår i släktet Prosopocera och familjen långhorningar.
Artens utbredningsområde är Malawi. Inga underarter finns listade i Catalogue of Life.